# Pingwin równikowy
Pingwin równikowy (Spheniscus mendiculus) – gatunek dużego ptaka wodnego z rodziny pingwinów (Spheniscidae), zamieszkujący wyłącznie wyspy Galapagos. Jest to jedyny gatunek pingwina gnieżdżący się na półkuli północnej. Nie wyróżnia się podgatunków.

## Ewolucja
Uważa się, że wiele lat temu Prąd Humboldta wyniósł pingwiny z kontynentalnej części Ameryki Południowej na Galapagos, gdzie ewoluowały one w izolacji w odrębny gatunek. Wyspy takie jak Isabela miały zimne i bogate w składniki odżywcze wody, które zapewniały obfite pożywienie, gwarantując przetrwanie i możliwości reprodukcji pingwinów. W ciągu milionów lat pingwiny przeszły adaptacje, rozwijając unikalne cechy, które umożliwiły im egzystencję i pozwoliły im prosperować w tej niszy ekologicznej. Obecnie pingwiny z Galapagos należą do najmniejszych gatunków pingwinów.

## Morfologia

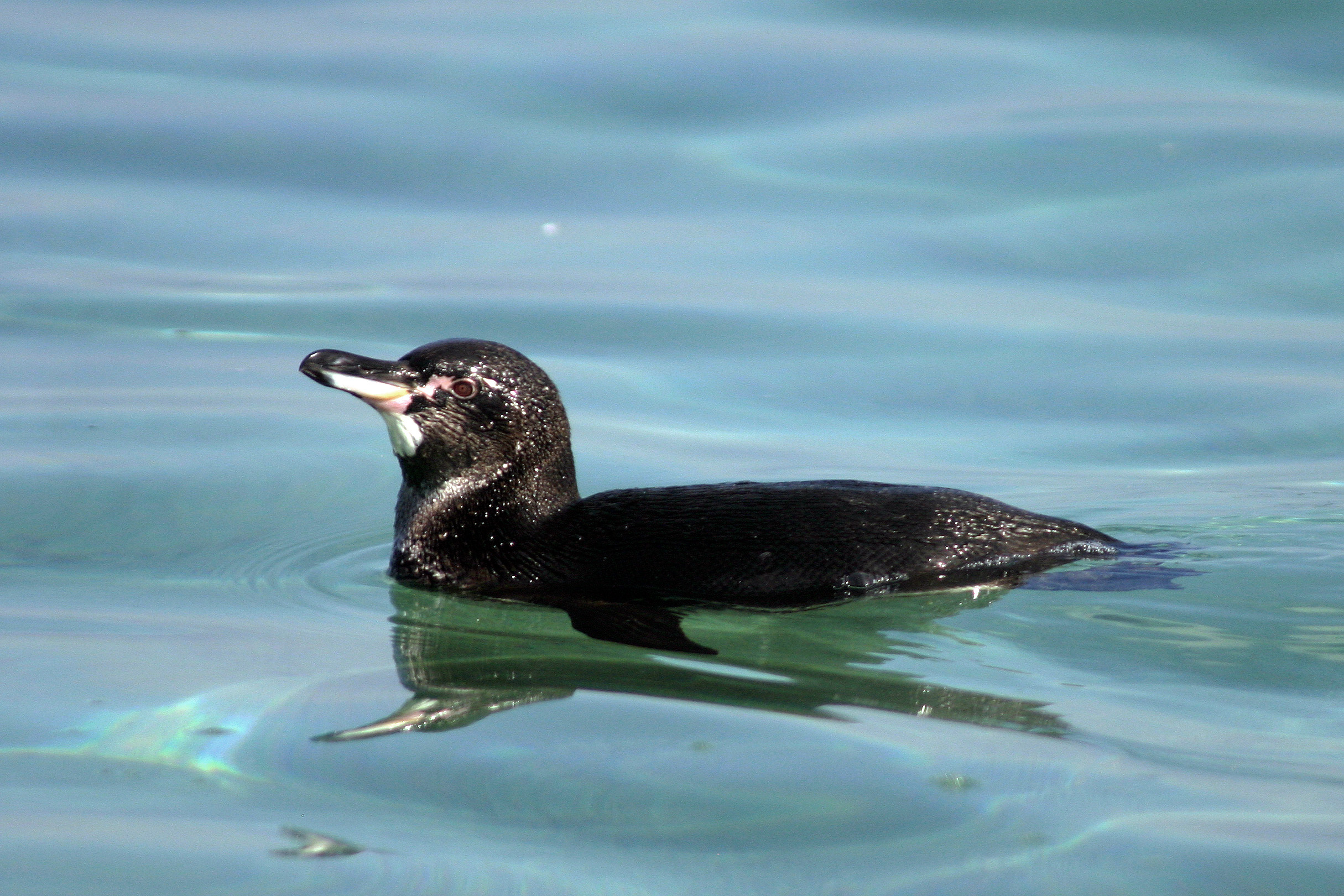
Pływający samiec

Dorosłe osobniki mają wierzch ciała czarny, spód biały. Przy brzegu białej plamy na spodzie biegnie szeroki czarny pas. Cienki biały pas otacza boki głowy.
Wymiary średnie: wysokość ok. 40–45 cm
masa ciała ok. 1,6–2,5 kg

## Zasięg występowania
Pingwin równikowy jest endemitem Galapagos. Około 95% populacji zamieszkuje wyspy Isabela i Fernandina w zachodniej części archipelagu, ale małe populacje występują również na Santiago, Bartolomé, północnej części Santa Cruz i Floreanie.

## Ekologia i zachowanie
BiotopWody wokół Galapagos, gnieździ się na skalistych wybrzeżach.
GniazdoRolę gniazda pełni zagłębienie w skałach.
JajaW ciągu roku wyprowadza dwa lub trzy lęgi. Samica składa z czterodniowym odstępem dwa jaja.
WysiadywanieJaja wysiadywane są przez okres 38–40 dni przez obydwoje rodziców. Zwykle przeżywa tylko jedno pisklę, które pierzy się w wieku 30 dni, a opuszcza gniazdo po 60–65 dniach.
PożywienieRóżnorodne zwierzęta wodne, głównie drobne ryby. Poluje stadami, często wraz z kormoranami nielotnymi.

## Status i ochrona
StatusIUCN od 2000 roku uznaje pingwina równikowego za gatunek zagrożony (EN, Endangered); wcześniej, od 1994 roku klasyfikowany był jako gatunek narażony (VU, Vulnerable), a od 1988 jako gatunek bliski zagrożenia (NT, Near Threatened). Liczebność populacji szacuje się na około 1200 dorosłych osobników. Trend liczebności populacji uznawany jest za spadkowy. Do największych zagrożeń dla gatunku należą: negatywny wpływ El Niño na populacje ryb ławicowych, zaplątywanie się w rybackie sieci, zanieczyszczenie wód wyciekami olejowymi, drapieżnictwo introdukowanych ssaków, takich jak szczury, koty czy psy, roznoszenie chorób (np. ptasiej malarii) przez zawleczone na wyspy komary.: W latach 1982–83 i 1997-98 dwa silne zjawiska El Niño spowodowały spadek populacji pingwinów odpowiednio o 77% i 65%. Ponadto w latach 1965-66, 1968-69, 1972-73, 1976, 1986-87, 1991-92 i 1993 wystąpiły stosunkowo słabe zjawiska El Niño, które wiązały się z powolnym odbudowywaniem populacji. Z kolei podczas zjawisk La Niña, kiedy temperatury powierzchni morza są niższe niż normalnie, a wzorce klimatyczne ulegają zmianie, populacje pingwinów z Galapagos zaczynają się odbudowywać. Wykazano, że antropogeniczne zmiany klimatu zwiększają częstotliwość i intensywność zjawisk El Niño ponad poziom naturalnej zmienności, co negatywnie wpływa na gatunek. Cieplejsze temperatury spowodowane przez El Niño są związane z gorszą kondycją samic i niższą masą ciała dorosłych. Cieplejsze temperatury spowodowane zjawiskiem El Niño powodują spadek upwellingu zimnych, bogatych w składniki odżywcze wód, co obniża produktywność fitoplanktonu i skutkuje zaburzeniami troficznymi, które zmniejszają dostępność pożywienia. Ten brak żywności prowadzi do słabego wskaźnika sukcesu reprodukcyjnego i nieproporcjonalnie wysokiej śmiertelności samic, powodując spadek populacji i zakłócając przyszłą odbudowę poprzez tworzenie nierównych proporcji płci w populacjach. Modele prognostyczne sugerują, że przyszłe zdarzenia El Niño będą coraz częstsze i bardziej dotkliwe w ciągu następnego stulecia, stanowiąc dalsze zagrożenie dla pingwinów. Jeśli wzorzec zdarzeń El Niño z lat 1965-2004 utrzyma się, istnieje 30% szans na wyginięcie gatunku. Gdyby w tym samym okresie częstotliwość występowania silnych zdarzeń El Niño podwoiła się, szansa na wyginięcie wyniosłaby 80%.
OchronaGatunek chroniony. Cała populacja pingwina równikowego żyje w obrębie Parku Narodowego Galapagos oraz Reserva Marina de Galápagos obejmującego wody wokół archipelagu.